# Jill Abramson
Jill Ellen Abramson (19 de marzo de 1954 en Nueva York) es una escritora y periodista estadounidense, reconocida por su labor como editora ejecutiva del periódico The New York Times. Abramson se desempeñó en el cargo entre 2011 y 2014. Fue la primera mujer en servir como editora ejecutiva en 160 años de historia del periódico. Se unió al New York Times en 1997, trabajando como directora de oficina en Washington antes de ser nombrada directora ejecutiva. Previamente había trabajado para The Wall Street Journal como reportera de investigación. En marzo de 2016 fue contratada en el cargo de columnista política por el periódico The Guardian en su versión estadounidense.
En 2012 ocupó el quinto lugar en la lista "Las 100 mujeres más poderosas del mundo", publicada por la revista Forbes. También fue incluida en la lista "Las 500 personas más poderosas del mundo" de la revista Foreign Policy.